# Ronald Raue
Ronald Raue (* 8. Juli 1944 in Deschney, Reichsgau Sudetenland; † 3. Mai 2023 in Gotha) war ein deutscher Tischtennisspieler und -trainer. Er war DDR-Nationalspieler und wurde fünfmal DDR-Meister.

## Aktiver
Raue war von 1964 bis 1969 Nationalspieler der DDR. Mit seinem Bruder Bernd wurde er 1973 DDR-Meister im Doppel. Fünfmal gewann er die DDR-Mannschaftsmeisterschaft mit BSG Außenhandel Berlin, nämlich 1970, 1971, 1977, 1978 und 1980. Zeitweise spielte er auch im Verein SC Einheit Berlin.
In der DDR-Rangliste von 1965 belegte er Platz sieben.

## Trainer
Von 1975 bis 1981 war Raue hauptberuflicher Trainer in der DDR. Nach der Wende arbeitete er für den Deutschen Tischtennis-Bund DTTB. 1991 wurde er Bundesstützpunkttrainer für Berlin. Im Oktober 1992 wurde er Bundestrainer für den Nachwuchs und war für die Sichtung von Talenten verantwortlich. 1996 und 1997 arbeitete er im Heidelberger Tischtenniszentrum, danach trainierte er die Schülerinnen. Seine größten Erfolge verzeichnete er dabei 1998, 1999 und 2000, als die deutsche Nachwuchsmannschaft bei den Europameisterschaften Gold gewann. Bei der Europameisterschaft 2005 gewannen seine Schützlinge Gold im Doppel und drei weitere Medaillen.
Wegen eines Rückenleidens trat er am 31. Dezember 2007 zurück und ging in den Ruhestand.

## Sonstiges
In der DDR war Raue zeitweise in der Verwaltung des Kanu-Rennsport-Verbandes tätig. Er war geschieden und lebte mit der früheren DDR Nationalspielerin Heike Hülß, die am 7. Februar 2021 im Alter von 57 Jahren starb, und ihrem gemeinsamen Sohn im thüringischen Gotha.
Raue ist am 3. Mai 2023 unerwartet verstorben. Er hinterlässt 4 Kinder.

## Veröffentlichungen
- Trainingstipps: Mit kleinen Tricks zum Ziel, Zeitschrift DTS, 2002/2 S. 34–36.